# SŽD-Baureihe 2ТЭ130
Die Lokomotive der SŽD-Baureihe 4ТЭ130 (deutsche Transkription 4TE 130) der Sowjetischen Eisenbahnen (SŽD) war eine breitspurige Diesellokomotive mit dieselelektrischer Kraftübertragung vorrangig für den Güterzugdienst. Sie wurde speziell für den Einsatz auf der Baikal-Amur-Magistrale als Viersektionslokomotive entwickelt. Später wurde die Lokomotive in zwei Zweisektionslokomotiven umgebaut und bis Mitte der 1990er Jahre als Reihe 2ТЭ130 weiterbetrieben. Die Lokomotive galt zu ihrer Entstehungszeit als eine der größten Lokomotiven der SŽD; es sind keine Exemplare erhalten.

## Geschichte
Im Vergleich mit der Transsibirischen Eisenbahn ist die BAM weiter nördlich gelegen und besitzt ein schweres Streckenprofil. Daher wurden Mitte der 1970er-Jahre geeignete Lokomotiven für die Strecken gesucht. Zum 11. Dezember 1974 entstand der Beschluss Nr.14-ЦТ (14-ZT) des Ministerstwo Putej Soobschenija (MPS), und am 3. Januar 1975 der Beschluss Nr. 14-3100 des Ministeriums des Schwermaschinenbaues, in welchem ergänzende technische Forderungen für die Diesellokomotiven für die BAM benannt wurden. Die Diesellokomotiven sollten unter Bedingungen von gemäßigtem und kaltem Klima auf Neigungen bis 19 ‰ bei einer absoluten Zuglänge bis 2 km eingesetzt werden. In dem Brief Nr. 14-ЦТ (14-ZT) des MPS wurde eine Leistung von 12.000 PS für die neue Lokomotive gefordert.
Zu derselben Zeit begannen die Arbeiten für den Bau der ersten Dieselloks 2ТЭ121 mit einer Sektionsleistung von 4.000 PS, welche in der Zukunft als das Flaggschiff unter den Güterzugdieselloks gedacht waren. Doch gleichzeitig sah man es als notwendig an, auch Lokomotiven mit einer Sektionsleistung von 3.000 PS weiterzubauen. Darum beschloss der Ministerrat der UdSSR am 5. Juni 1976 die technische Aufgabenstellung für eine Viersektionslok.
Die neue Diesellok sollte entsprechend ihren Aufgabenstellungen als Modellvariante ТЭ130 (TE 130) auch als Zwei-, Drei- und Viersektionslokomotiven gebaut werden. Am 15. Dezember 1981 lagen die technischen Bedingungen unter der Bezeichnung TU24.04.505-81 für den Bau der Versuchseinheit einer Viersektionslokomotive vor, ausgearbeitet von dem Hauptingenieur des MPS, A. N. Bewsenko, und am 25. Dezember desselben Jahres bestätigte ihn der Hauptingenieur N. D. Schtschlowigow der Allunions Produktions-Vereinigung Sojusteplowosputmasch.
Zum Ende des Jahres 1982 stellte die Lokomotivfabrik Luhansk gemeinsam mit der Elektrotjaschmasch (sie stellte die Traktionsgeneratoren und die Traktionselektrofahrmotoren her) die Versuchsdiesellokomotive 4ТЭ130.0001 her. Die neue Diesellok hatte denselben Kasten, denselben Rahmen, dieselben Traktionsaggregate und die Widerstandsbremse wie die Diesellokomotiven unter der Bezeichnung 2ТЭ121, und der Dieselmotor unter der Bezeichnung 5-5D49 war eine modifizierte Form des Motors 2W-5D49. Die Drehgestelle waren von der 2ТЭ116 übernommen worden, daher kann man sagen, dass die Lokomotive 4ТЭ130 von der Konstruktion her ein Zwischenglied zwischen der 2ТЭ121 und der 2ТЭ116 ist. Praktisch entsprach der Prototyp der ausgelieferten Zweisektionslokomotive 2ТЭ116A. Die Lokführerkabinen sind an den Enden der Endsektionen angebracht, bei den Zwischensektionen sind nur kleine Pulte für die Durchführung von Rangiermanövern zur Verfügung.
1983 wurde die 4ТЭ130.0001 der Werksüberprüfung unterzogen. 1984 wurde die dienstliche Überprüfung absolviert, wobei genaue Angaben von ihren Ergebnissen widersprüchlich sind. So wurde nach Werksangaben die Überprüfung als erfolgreich eingestuft und beinhaltete nur Empfehlungen für die Anwendung der Serienproduktion für den Einsatz in Sibirien. Nach den Angaben von W. A. Rakow entsprach die Lokomotive nicht den klimatischen Bedingungen für den Einsatz auf der BAM. So kam es, dass die Lokomotive auf der BAM nicht eingesetzt wurde, und eine Serienproduktion der Lokomotiven kam nicht zu Stande. Stattdessen wurde die Lokomotive als zwei Zweisektionslokomotiven hergerichtet, ihnen wurde die Bezeichnung 2ТЭ130.0001 (aus den Sektionen A und B der Viersektionslokomotive) und 2ТЭ130.0002 (aus den Sektionen W und G der Viersektionslokomotive) gegeben. Die Zwischensektionen erhielten zusätzlich Führerstände, obwohl die Möglichkeit des weiteren Betriebes als Viersektionslokomotive erhalten wurde. Die 2ТЭ130 wurden für den Betrieb der Donezka Salisnyzja zugewiesen, wobei die 2ТЭ130.0001 im Depot Popasna, die 2ТЭ130.0002 im Depot Krasnyj Lyman verkehrten.
Die beginnende schwierige ökonomische Lage in der UdSSR führte dazu, dass die Reparatur dieser Einzellokomotiven aufwendig wurde. In den 1990er Jahren wurden beide Lokomotiven ausgemustert und verschrottet. Es sind nur Teile des Kastens der Lokomotive 2ТЭ130.0002 erhalten, die als Garage verwendet werden.